# HBO
HBO, eller Home Box Office, Inc., är ett amerikanskt kommersiellt tv-bolag ägt av Warner Bros. Discovery. Det är på kabel-tv och via internet verksamt med ett flertal premiumkanaler på hemmamarknaden men även internationellt.

## Historik
Verksamheten startades under 1970-talet i USA av Charles Dolan men har senare vuxit till att omfatta Nordamerika, Latinamerika, Asien och stora delar av Europa. Fokus ligger på nya långfilmer samt ett antal egenproducerade originalserier som ofta får stor uppmärksamhet i USA och internationellt. HBO kan jämföras med vad C More eller Viasat är i Sverige med skillnaden att dessa inte har någon egen dramaproduktion. Verksamheten finansieras genom abonnemangsintäkter, cirka 11 dollar per månad, och kanalerna är reklamfria. Huvudkonkurrenten är Showtime som också sänder flera betal-tv-kanaler i amerikanska kabelnät. 
HBO har gjort försök att ta sig in på den skandinaviska marknaden när de var en av de sista budgivningarna på den nordiska versionen av Canal Plus som skulle säljas. HBO lade ner budgivningen mot TV4-Gruppen under juni 2008. Det amerikanska tv-bolaget drog sig ur när TV4 erbjöd 320 miljoner euro för Canal Plus vilket HBO inte tyckte att verksamheten var värd. I stället har HBO valt att lansera en egen tv-kanal och on Demand-tjänst i de nordiska länderna.
Den 15 augusti 2012 meddelade HBO att man startar ett nytt skandinaviskt bolag HBO Nordic i samarbete med Parsifal International, ägt av Peter Ekelund. HBO Nordic gör HBO:s egenproducerade serier tillgängliga, både på on Demand-tjänsten och i tv-kanalen, dagarna efter att de visats i USA. I Sverige besitter även C More visningsrättigheter för HBO:s egenproducerade originalserier och SVT äger motsvarande reprisrättigheter, enligt nuvarande avtal, vilket dock kan komma att förändras.

## Produktioner

### Dokumentärfilmer
HBO har producerat en lång rad minst sagt chockerande dokumentärer. Det är inte svårt att se sambandet mellan kanalens dokumentärer och framgångarna med kanalens tv-serier. Tv-serierna lyfter på ett närgånget sätt fram en mörk bild av verkligheten, ofta via en stor portion svart humor. Referenser till våld, droger, sex och prostitution kan lätt kopplas till innehållet i Black Tar Heroin: The Dark End of the Street eller High on Crack Street: Lost Lives in Lowell.

### Välkända serier
I Sverige är HBO mest känt för att ha producerat välkända och kritikerrosade tv-serier. Varumärket är etablerat på den skandinaviska marknaden trots att företaget egentligen inte haft någon verksamhet i dessa länder.

#### Originalserier från HBO
- Sports of the 20th Century
- Sex Bytes
- Boxing After Dark
- World Championship Boxing (1977–)
- Inside the NFL (1977–)
- Yesteryear(1982)
- Fraggle Rock (samarbete med TVS och CBC (1983–1987)
- Not Necessarily the News (1983–1990)
- The Hitchhiker (1983–1990)
- America Undercover (1983–)
- Maximum Security (1984)
- 1st & Ten (1984–1990)
- Sagor för stora barn (with Jim Henson) (1987–1988)
- Röster från andra sidan graven (1989–1996)
- The Adventures of Tintin (1990)
- Dream On (1990–1996)
- Def Comedy Jam (1992–1997)
- The Larry Sanders Show (1992–1998)
- Real Sex (1992–)
- Hardcore TV (1994)
- Cosmic Slop (1994)
- Dennis Miller Live (1994–2002)
- Autopsy: Dr. Michael Baden. (1994–)
- Truman (1995)
- Mr. Show with Bob and David (1995–1998)
- Real Sports (1995–)
- Norma Jean & Marilyn (1996)
- Tracey Takes On... (1996–1999)
- Arliss (1996–2003)
- Perversions of Science (1997)
- Spawn (1997–1999)
- The Chris Rock Show (1997–2000)
- Oz (1997–2003)
- From the Earth to the Moon (1998)
- Sex and the City (1998–2004)
- Tenacious D (1999)
- Sopranos (1999–2007)
- Simma lugnt, Larry! (2000–)
- Band of Brothers (samarbete med BBC) (2001)
- The Mind of the Married Man (2001–2002)
- Six Feet Under (2001–2005)
- Live From Baghdad (2002)
- Hysterical Blindness (2002)
- The Wire (2002–2008)
- Real Time with Bill Maher (2002–)
- Def Poetry (2002–)
- K Street (2003)
- Angels in America (2003)
- Da Ali G Show (samarbete med Channel 4) (2003–2005)
- Carnivàle (2003–2005)
- Family Bonds (2004)
- Deadwood (2004–2006)
- Entourage (2004–2011)
- Unscripted (2005)
- The Comeback (2005)
- Rome (samarbete med BBC) (2005–2007)
- Extras (Samarbete med BBC) (2005–2007)
- Costas Now (2005–) (tidigare On the Record with Bob Costas (2001–2005))
- Tourgasm (2006)
- Sheer Perfection (2006)
- Lucky Louie (2006)
- Big Love (2006–2011)
- John Adams (2007)
- John from Cincinnati (2007)
- Generation Kill (2008)
- True Blood (2008–2014)
- Hung (2009–)
- The Pacific (2010)
- Treme (2010)
- How to Make It in America (2010)
- Game of Thrones (2011–2019)
- Girls (2012–2017 )
- Veep (2012– )
- Silicon Valley (2014– )
- Looking (2014–2015)
- Westworld (2016– )
- The White Lotus (2021– )